# Juba rudebecki
Juba rudebecki är en insektsart som beskrevs av Synave 1958. Juba rudebecki ingår i släktet Juba och familjen Flatidae. Inga underarter finns listade i Catalogue of Life.